# AGPS
Assisted GPS (AGPS lub A-GPS) – rodzaj systemu GPS wykorzystywany w telefonach komórkowych, w którym używa się serwerów operatora sieci do skrócenia czasu potrzebnego na pierwsze znalezienie położenia. Usługa ta musi być dostępna u operatora, w przeciwnym wypadku pierwsze ustalenie pozycji w systemie GPS będzie trwało dłużej.
Technologię AGPS opracowała firma SnapTrack. System ten zadebiutował w USA 1 października 2002 w sieci ratowniczej E911.

## Zasada działania
W metodzie AGPS istnieje konieczność rozbudowy telefonu o moduł odbiornika. Metoda ta zakłada także konieczność wzbogacenia sieci naziemnej o urządzenia wspomagające pomiar w systemie GPS. Z tego faktu wynika nazwa metody czyli AGPS (assisted GPS). Wielu dostawców sprzętu oferuje swoje rozwiązania, które już wykorzystują technologię AGPS lub mogą zostać o nią rozszerzone. Jako przykład systemu lokalizacji terminali ruchomych (MPS – Mobile Positioning System) wykorzystującego AGPS można chociażby wymienić rozwiązanie Ericsson GMPC v6.0 (Gateway Mobile Positioning Center).
Wymagania techniczne tej metody lokalizacji zostały przedstawione w specyfikacji, która określa wymagane wartości parametrów pomiarowych oraz określa warunki testowe metody lokalizacji. Wśród danych, które są przesyłane do stacji ruchomej, można wyróżnić dane, które mają wspomagać proces pomiarowy (m.in. lista dostępnych satelitów, fazy kodów satelitów) oraz dane wspomagające obliczenie lokalizacji (m.in. czas i pozycja odniesienia, DGPS (różnicowy – Differential GPS) czy poprawki korekcyjne czasu zegara).
Sygnały, które wspomagają pomiar GPS, zawierają np. informacje o zgrubnym położeniu terminala i umożliwiają skrócenie czasu dostrajania się odbiornika (TTFF – Time to First Fix), zwiększenie efektywnej czułości odbiornika (nasłuchiwanie wybranych satelitów – tych, o których wiadomo, że będą widoczne dla terminala w warunkach obniżonego współczynnika sygnał/szum – SNR Signal to Noise Ratio), a co za tym idzie, zmniejszanie zużycia baterii i redukcję efektu Dopplera
Rozważane są dwie konfiguracje w realizacji tej usługi. Pierwsza zakłada pełną funkcjonalność odbiornika GPS w terminalu (UE–Based). W takiej sytuacji całość obliczeń pozycji wykonuje terminal i nie jest potrzebna współpraca z siecią. Drugim rozwiązaniem jest rozbudowana infrastruktura sieciowa (mniej rozbudowany odbiornik w terminalu – UE–Assisted) i wsparcie ze strony sieci naziemnej UTRAN. W drugim przypadku, najogólniej rzecz ujmując, terminal ruchomy odbiera i dekoduje sygnał z satelitów, a odebrane informacje przesyła do sieci naziemnej, gdzie dokonywana jest całość obliczeń.

## Wykorzystanie AGPS
W terminalach używanych w działających sieciach UMTS większa część odbiorników jest wyposażona w AGPS.
Rozbudowane w porównaniu z telefonami 2G i 2.5G możliwości systemów 3G niosą za sobą możliwość oferowania różnorakich usług lokalizacji. W sieciach UMTS usługi lokalizacji typu „znajdź blisko”, obejmują poszukiwania najbliższego dla użytkownika np. bankomatu, apteki czy stacji benzynowej. Otrzymywać można także informacje na temat firm. Uzyskiwana w tej usłudze informacja może dotyczyć nazwy, adresu bądź numerów telefonów poszukiwanych miejsc. Innym rodzajem wiadomości jest uzyskiwanie informacji na temat ruchu drogowego.
Istotnym czynnikiem wpływającym na uatrakcyjnienie pracy z GPS-em jest wykorzystywanie multimedialnych aplikacji i stosownych map terenu (drogowych, turystycznych), wcześniej wczytanych do odbiornika lub pobranych z sieci. Usługami, które korzystają ze wspomnianych map (sieć „3”), są np. usługa A–B czyli przeprowadzenie z miejsca A do B oraz usługa „szybka mapa” terenu, w którym znajduje się aktualnie użytkownik. Dla użytkowników w terenie niezabudowanym znajomość położenia to bardzo często najważniejsza informacja potrzebna do orientacji w terenie. W terenie miejskim, oprócz ułatwienia w wyborze drogi, do dyspozycji są inne dodane usługi informacyjne (najbliższy sklep, apteka itp.). Konieczna jest także rozbudowa urządzeń sieci (serwery, stacje referencyjne, synchronizacja).
Znajomość położenia abonenta może pozwalać operatorom na zróżnicowaną taryfikację opłat za połączenie (dom, praca) oraz umożliwiać obserwację ruchu abonentów i ich skupisk. Takie informacje mogą pomagać w optymalizacji sieci dostępowej oraz zwiększaniu efektywności zarządzania zasobami radiowymi.

## Efektywność
Rozpatrując różne metody lokalizacji używane w telefonii komórkowej, należy stwierdzić, że metoda AGPS daje najlepsze wyniki dokładności zaraz po GPS. W środowisku miejskim metoda ta daje błąd w zakresie 30-50 m, na peryferiach miast 50-200 m, a poza nim znacząco się zwiększa. 
Działające instalacje AGPS-u w Azji i na Pacyfiku obejmują usługi: nawigacji osobistej, poszukiwania miejsca pobytu innych osób czy poszukiwania zagubionych przedmiotów.